# Мишанская, Ольга Ильинична
Ольга Ильинична Мишанская (3 февраля 1973) — советская и российская футболистка, защитница. Мастер спорта России (2003).

## Биография
Начинала играть в футбол в красноярской «Сибирячке», в первой половине карьеры выступала на позиции нападающей. Обладательница Кубка СССР 1991 года, бронзовый призёр чемпионата России 1995 года. Была одним из лидеров нападения красноярского клуба, забила за 4 сезона около 30 голов в чемпионатах России.
В середине 1990-х годов покинула «Сибирячку», испытывавшую финансовые проблемы. Затем играла за «Идель» (Казань), «Ладу» (Тольятти), «Рязань-ВДВ», «Энергию» (Воронеж) и другие клубы. С рязанским клубом — бронзовый призёр чемпионата России 2002 года, в составе «Энергии» — чемпионка России 2003 года, бронзовый призёр чемпионата 2004 года. С 2007 года до конца карьеры снова выступала в Рязани, на этот раз — на позиции защитника.